# دریچه میترال

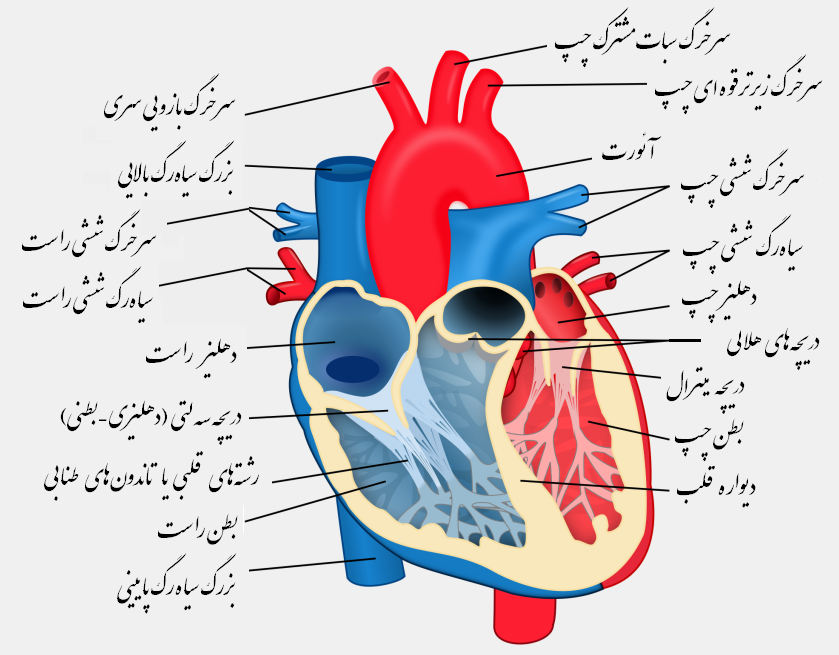
رونگاره و شمای قلب

دریچه دولختی یا دریچه میترال (به فرانسوی: Valve mitrale) یا دریچه دولتی، دریچه‌ای است که بین دهلیز چپ و بطن چپ قلب قرار گرفته‌است و شامل دو دهانه‌است. این دریچه، تنها دریچه ای است که غالبا دو لتی است.

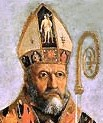
زنون ورونایی در هنگام پوشیدن میتر

وجه نامگذاری این دریچه به خاطر شباهت آن به میتر است، کلاهی  که اسقف‌های کاتولیک در مراسمی می‌پوشند.
به طور طبیعی دهانه‌های این دریچه هنگام انبساط (دیاستول) قلب باز است و خون از دهلیز چپ وارد بطن چپ می‌شود. طی انقباض بطن چپ (سیستول)، دریچه میترال به وسیله تارهای نگه‌دارنده محکم بسته نگه داشته می‌شود.
به طور کلی دریچه میترال، فشار بیشتری را از بقیه دریچه های قلب تحمل می کند.
از بیماری‌های مهم دریچه میترال، تب رماتیسمی، افتادگی دریچه میترال و تنگی دریچه میترال است.

## آناتومی
دریچه میترال در سمت چپ قلب، بین دهلیز چپ و بطن چپ قرار دارد و اندازه آن تقریباً 4-6 سانتی متر مربع است. دریچه دارای دو کاسپ قدامی و خلفی است که به حلقۀ میترال، یک حلقه فیبری که دهانه دریچه را احاطه کرده است، متصل است. کاسپ قدامی تقریباً دو سوم دریچه را می پوشاند و ضخیم تر و سفت تر از کاسپ خلفی است که یک سوم باقی مانده را می پوشاند. دریچه در برخی موارد دارای یک کاسپ جانبی اضافی است و کاسپ قدامی بین روزنه‌های میترال و آئورت دخالت می‌کند. کاسپ قدامی قسمت بزرگتری از حلقه را می گیرد و نسبت به کاسپ خلفی بالاتر می رود، اما کاسپ خلفی سطح بیشتری دارد.
طبق طبقه بندی کارپنتیر، دریچه میترال به هشت بخش تقسیم می شود: خلفی (P3، P2، P1) و قدامی (A3، A2، A1، PMC، ALC). ضخامت برگچه های میترال معمولاً حدود 1 میلی متر است، اگرچه می تواند بین 3-5 میلی متر متغیر باشد.

### تاندون‌های آکورد
لت های دریچه از افتادگی به دهلیز چپ با عمل تاندون های چردی جلوگیری می کنند. این تاندون‌های آکورد تاندون‌های غیرکشسانی هستند که به عضلات پاپیلاری در بطن چپ و کاسپ دریچه‌ها متصل هستند و هر وتر دارای ضخامت متفاوتی است. با انقباض بطن چپ، فشار دریچه را مجبور به بسته شدن می‌کند، در حالی که تاندون‌ها برگه‌ها را به هم متصل می‌کنند و از برگشت به دهلیز چپ جلوگیری می‌کنند. این آرایش اثرات قابل توجهی بر توزیع استرس سیستولیک در طول عملکردهای فیزیولوژیکی دارد.

## نگارخانه

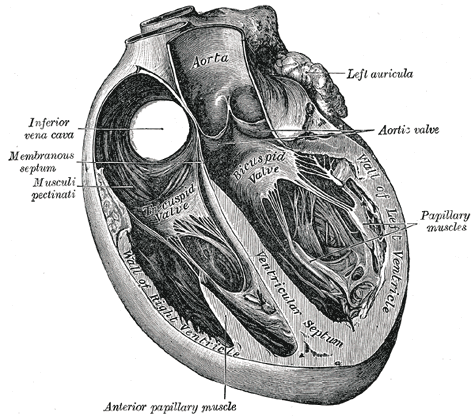
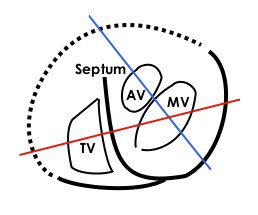
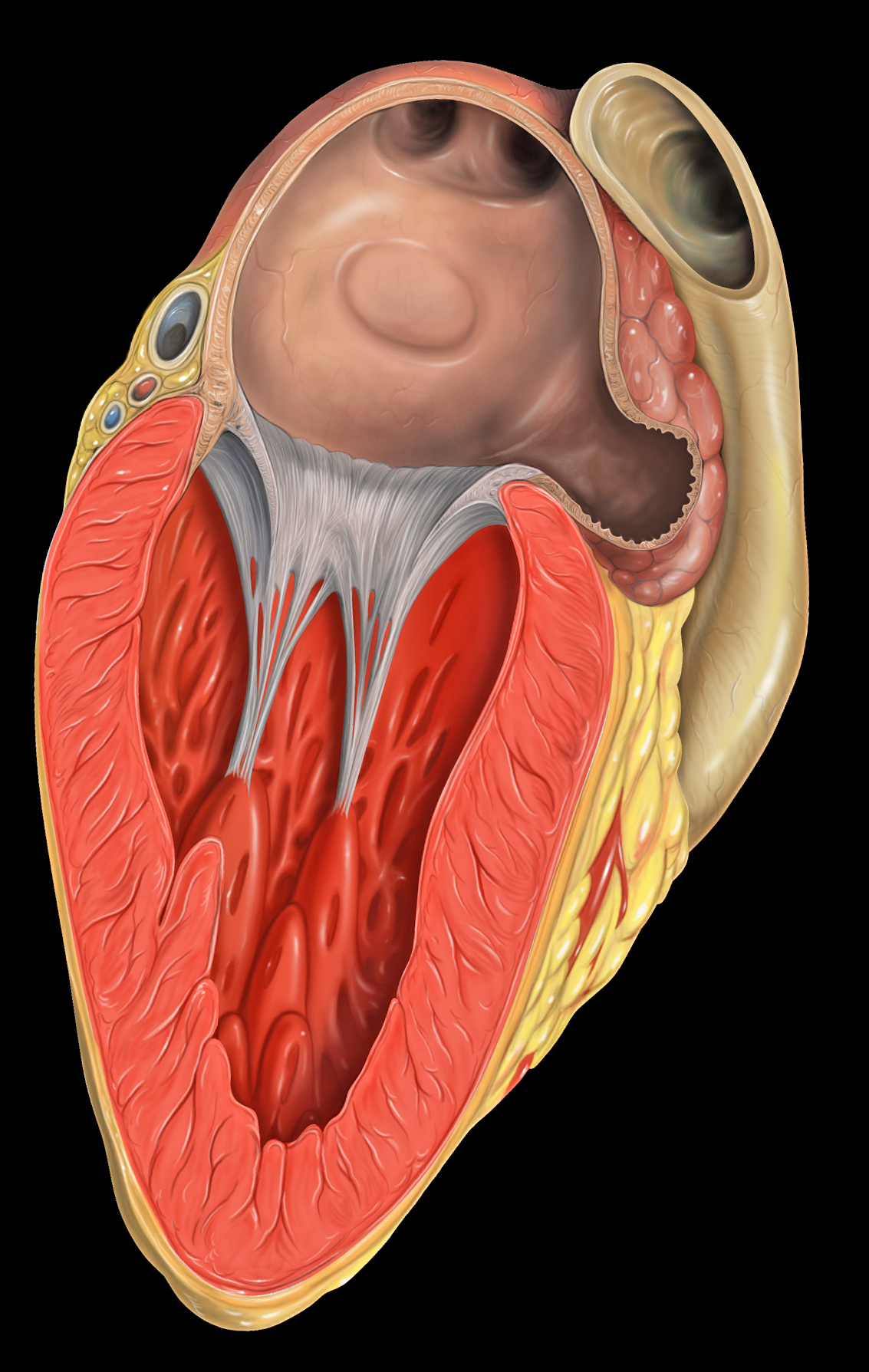